# Peter Bernasconi (Politiker, 1951)
Peter Bernasconi (* 22. März 1951) ist ein Schweizer Unternehmer und Politiker (SVP).

## Leben
Bernasconi gehörte vom 1. Januar 2005 bis zum 14. Mai 2009 dem Berner Stadtrat an. In dieser Zeit fungierte er unter anderem 2006 als Erster Vizepräsident und 2007 als Stadtratspräsident. Des Weiteren war er vom 16. August 2009 bis zum 31. Mai 2010 Mitglied im Grossen Rat des Kantons Bern für den Wahlkreis Bern. Vom 1. Januar 2013 bis zum 20. Juni 2013 gehörte er erneut dem Berner Stadtrat an.
Innerhalb seiner Partei war Bernasconi bis 2013 Präsident der SVP Stadt Bern, sowie Mitglied des Vorstandes SVP Bern-Mittelland.